# Textes du bouddhisme
 (février 2021).

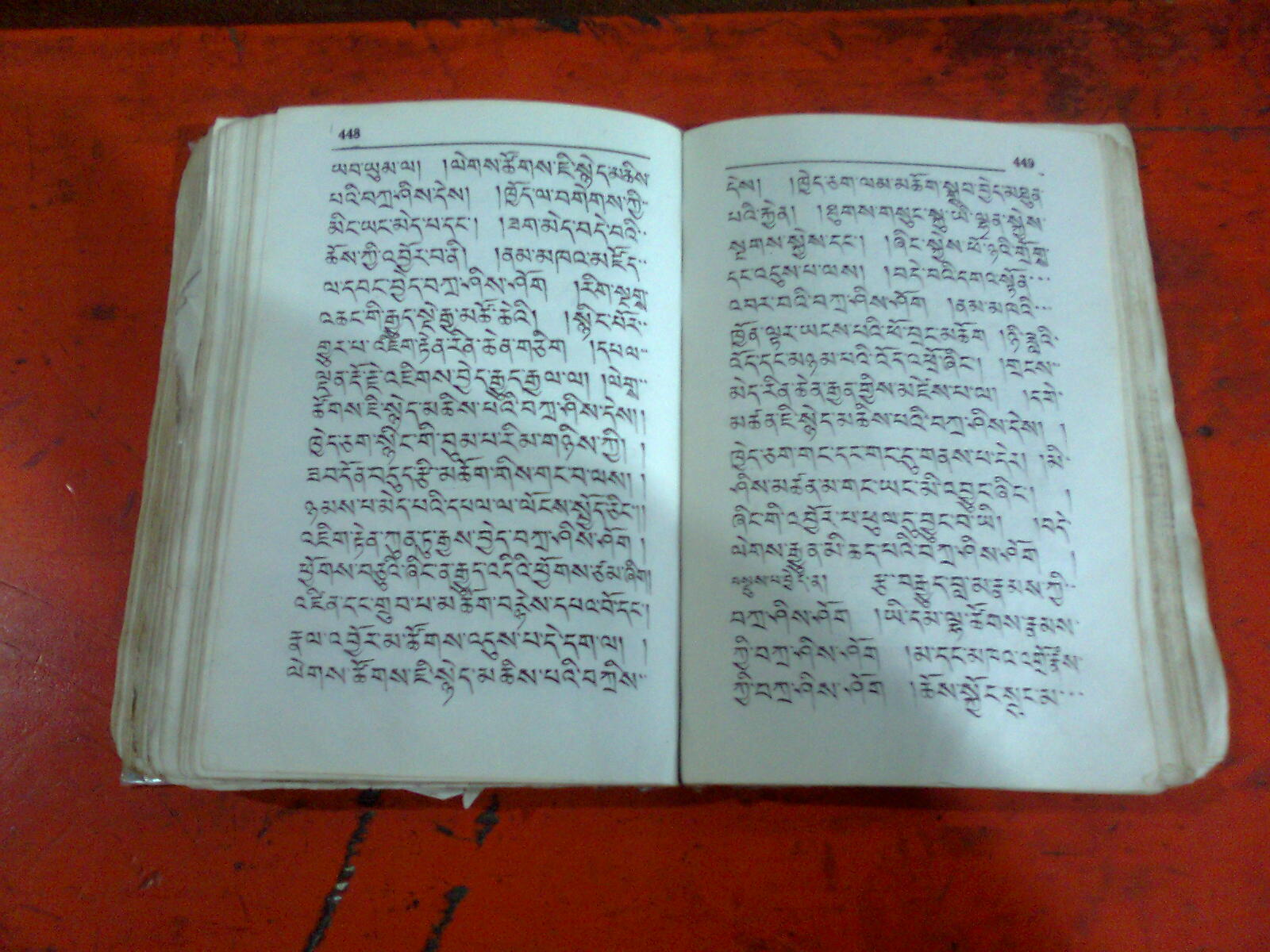
Livre sacré en tibétain.

Les textes du bouddhisme sont l'ensemble des textes considérés comme ayant une valeur notable pour l'enseignement, la pratique ou la diffusion du bouddhisme, dans son sens le plus large. Cet ensemble recouvre donc de nos jours des écrits d'importance différente, selon qu'ils font partie d'un, de plusieurs ou de tous les canons bouddhiques, qu'ils reprennent des paroles du Bouddha ou sont de simples gloses, ou encore selon leur degré d'ancienneté et de popularité.
Les différents courants du bouddhisme s'appuient sur de nombreux textes, tous compilés après la mort du Bouddha, celui-ci n'ayant rien écrit, si bien que la transmission des paroles du Bouddha s'est faite oralement pendant quatre à cinq siècles, avant que les suttas du canon pāli ne commencent à être mis par écrit. 
La base du canon bouddhique est constituée de textes en pāli, en sanskrit, en chinois et en tibétain ; le bouddhisme au Japon s’appuie aussi de façon importante sur des textes composés en japonais. Les premiers textes bouddhiques furent tout d’abord rédigés en prakrits, langues indo-aryennes vernaculaires proches du sanskrit, dont fait partie le pāli, langue du canon theravada. Les textes du canon mahāyana furent rédigés dans une variété de prakrits, puis ultérieurement traduits en une forme hybride de sanskrit (le « sanskrit bouddhique hybride »), au cours de différents conciles. Certains furent néanmoins directement écrits en sanskrit par des philosophes de caste brahmane comme Nagarjuna, ou dans les grands centres d’études comme Nalanda. Ils furent par la suite traduits d'un prakrit ou du sanskrit en chinois depuis le milieu du IIe siècle, puis, quelques siècles plus tard, en tibétain ou en japonais, à partir d'un prakrit, du sanskrit ou du chinois. Des apocryphes, commentaires et traités, furent rédigés en chinois, en tibétain et en japonais.
Ces textes se sont longtemps transmis à travers des copies successives. En ce qui concerne le canon pāli, le climat d’Asie du Sud-Est et du sud de l’Inde était particulièrement défavorable à la conservation des supports végétaux (feuilles, écorces) sur lequel les textes étaient couchés. C'est ainsi que la Pali Text Society pour l’étude et la traduction en anglais de ce canon, fondée au XIXe siècle, n’a pas trouvé d’exemplaire antérieur au XVIIIe siècle. Les fragments de textes bouddhiques les plus anciens connus à ce jour, un Abhidhamma sarvastivadin sur écorce de bouleau, datent des deux premiers siècles de notre ère et proviendraient du Gandhara, où ils auraient été conservés dans des jarres de terre.

## La structuration du canon

### Les origines
On considère que le bouddhisme theravâda s'appuie sur les textes les plus anciens en pāli, compilés sous l'appellation de Tipitaka (sanscrit : Tripitaka), les « trois corbeilles ». Récités régulièrement par des générations de moines avant d’être couchés par écrit, ils contiendraient les discours « authentiques » du Bouddha (Sutta) et les règles monastiques (Vinaya) par lui instaurées, ainsi que des commentaires et exégèses (Abhidhamma) plus tardives. 
Il convient cependant de nuancer ces affirmations, comme l'explique l'indianiste André Bareau : en effet, les textes de la tradition ont été transmis uniquement par voie orale, et ce plus ou moins jusqu'au début de notre ère, soit durant quelque cinq siècles après la mort du Bouddha. C'est seulement à partir de ce moment qu'ils ont été mis par écrit. Par ailleurs ces textes étant peu utilisés au cours de rituels, ils pouvaient être modifiés, contrairement à ce qui était le cas dans le brahmanisme. On ajoutait donc volontiers des éléments ou on remaniait les textes, en fonction des besoins ainsi que de la compréhension de la doctrine ou des règles monastiques que l'on avait. Par conséquent, « l'ensemble de la littérature canonique du bouddhisme antique est (...) une immense mise en œuvre collective et anonyme, lentement élaborée durant un demi-millénaire par tous les moines, et ils furent légions, que leurs pairs avaient jugés assez sages, vertueux et instruits pour enseigner et expliquer à leurs jeunes condisciples ce qu'ils avaient appris eux-mêmes de leurs maîtres. » Ces multiples modifications étaient en général attribuées au Bouddha lui-même.

### Développement du Canon
Le bouddhisme mahāyāna, qui apparaît au début de notre ère, s’appuie, lui aussi, sur des textes Sutta et Vinaya, mais également sur un grand nombre d’autres texte qui lui sont propres, composés en majorité durant le premier millénaire de l’ère chrétienne. Les plus importants d'entre eux sont des sûtras. Ce mot sanscrit, équivalent du pāli sutta se traduit par jīng (經/经) en chinois, kyō en japonais et Mdo en tibétain. Bien qu'ils aient été écrits par des maîtres éveillés dans les premiers siècles de l’ère commune, leur contenu est généralement considéré comme la parole du Bouddha historique transmise secrètement (parfois par des créatures fantastiques comme les nâgas) pendant plusieurs siècles avant d’être révélés au monde, ou comme l’enseignement d’un autre bouddha ou d’un bodhisattva. Les tantras du vajrayana, écrits à partir du IVe siècle, sont également considérés comme provenant du Bouddha. 
Outre les sûtras et les tantras, il existe dans le mahayana des textes dus ou attribués à des philosophes, moines ou pratiquants laïques. Ils occupent une place très importante dans certains courants. On trouve parmi eux de nombreux commentaires de sûtras, des commentaires de commentaires, divers traités, ainsi que des textes exprimant l’expérience des rituels et de la méditation à travers des styles poétiques comme les charyagitis du vajrayana (ex : Les Cent mille chants de Milarépa) ou les koans du zen. Beaucoup remontent aux premiers siècles de l’ère commune, mais certains ouvrages de maîtres japonais ou tibétains peuvent dater des premiers siècles du deuxième millénaire.

### Les trois mises en mouvement de la roue dudharma

#### Trois niveaux de diffusion
Si les theravadin ne reconnaissent que les textes du Tipitaka, les plus anciens donc les seuls selon eux à renfermer la doctrine authentique des origines, la tradition mahayana (et vajrayana) considère, quant à elle, que Gautama Bouddha a dispensé son enseignement selon différents niveaux pour l’adapter aux différents degrés d’avancement spirituel de ses disciples. Selon cette perspective, les suttas hinayana du Tipitaka sont destinés à un auditoire moins avancé, tandis que les sûtras mahayana s'adressent aux disciples les plus avancés. Enfin, à l’intérieur même du mahayana, le vajrayana considère les tantras comme supérieurs aux sûtras. 
Au fil des siècles apparurent de nouveaux courants présentant leurs textes de référence comme l’expression ultime de l’enseignement du Bouddha (sous sa forme sambhogakaya ou dharmakaya) qui remplaçaient tous les précédents. C'est le cas des écoles basées sur le Sūtra du Lotus et l’Avatamsaka ou, dans la tradition tibétaine, du kalachakra, du dzogchen ou de la mahamudra. Ces courants définissent parfois leur enseignement comme ekayana, « voie unique » qui englobe toutes les autres, hinayana, mahayana et vajrayana.

#### Les trois tours de roue
Ces différents niveaux de textes sont souvent vus comme trois « mises en mouvement [successives] de la roue du Dharma », en référence au premier sermon du Bouddha dans le Parc aux daims, assimilé à la mise en branle ou première mise en mouvement de la roue de la Loi. Cette division en trois tours de roue apparaît tout d’abord dans les textes yogaçara développant la doctrine de vijnapti-matra, dont le plus ancien qui nous reste est le Sandhinirmocana Sūtra (en) (IIe siècle) : aux textes de la première époque (Agamas) succède un deuxième tour de roue, les soutras de type prajnaparamita ; le troisième tour est constituée des textes exposant la doctrine vijnapti-matra. 
Ce concept sera repris par différents courants. Ainsi, pour les courants chan et zen, la troisième roue est représentée par les textes développant le concept de tathagatagharba (nature de bouddha universelle), dont le Lankavatara Sutra ; les écoles vajrayana considèrent, elles, que la troisième roue se concrétise dans les tantras. Quant au bouddhisme Shingon, il voit le premier niveau dans les sûtras dictés par le Bouddha historique nirmanakaya ; viennent ensuite les sûtras mahayana tels que le Sutra du Lotus attribué au sambhogakaya sous la forme de différents bouddhas ; le troisième niveau est constitué des tantras vajrayana, enseignement parfait du dharmakaya.

## Textes du theravâda
Les theravâdins se servent des textes les plus anciens, écrits en pāli et compilés sous l'appellation Tipitaka (en sanskrit Tripitaka), les « trois corbeilles », qui sont :
1. Le Sutta Pitaka, en cinq collections, contenant les discours du Bouddha, et en particulier le Dhammapada (les Vers du Dharma) ;
2. Le Vinaya Pitaka, en cinq volumes, contenant des règles de discipline pour le Sangha des moines et nonnes bouddhistes ;
3. L’Abhidhamma Pitaka, en sept volumes, contenant une systématisation philosophique de l'enseignement du Bouddha.

### Sermons du Bouddha
Les textes suivants proviennent du Sutta Pitaka : Sermons du Bouddha.

## Textes du Mahâyâna
Les sûtras mahāyāna sont très nombreux, au nombre de six cents environ. Les corpus chinois et tibétains sont les plus complets, les textes en sanscrit moins nombreux. Récemment ont été découverts quelques textes anciens en prakrit. Certains (Sûtra du Diamant et Sûtra du Cœur notamment), sont récités quotidiennement dans de grandes parties du monde bouddhiste ; d'autres sont plus spécifiquement liés à certains courants. 

### Textes provenant du Bouddha
Les Sûtras tirés du plus ancien corpus mahayana, la littérature prajñāpāramitā, insistant sur la notion de sunyata :
- - Le Sûtra du Cœur, qui est probablement le texte bouddhique le plus connu ;
  - Le Sûtra du Diamant ;
- Le Sûtra du Lotus, écriture importante de certaines écoles chinoises (Tiantai) et japonaises (Tendai, Nichiren), considéré par ces écoles comme le dernier dicté par le Bouddha, summum de son enseignement ;
- Le Sûtra de l'Ornementation Fleurie (Avatamsaka Sûtra), écriture de référence des écoles Huayan (Chine) et Kegon (Japon), qui le considèrent comme le premier témoignage du Bouddha juste après le nirvana, donc le plus précieux ; il s’agit d’un ouvrage composite dont certaines sections sont à l’origine des textes indépendants, comme le Sûtra des Dix Terres (Dashabhumikasutra) ;
- Le Sûtra du Mahaparinirvana, un des textes qui exposent la présence universelle chez les êtres vivants de la nature de bouddha (tathagatagarbha) ;
- Les sûtras de la trilogie de la Terre Pure : Sūtra de Vie-Infinie (Grand Sukhavati-vyuha Sūtra), Sūtra d'Amitābha (Petit Sukhavati-vyuha Sūtra) et Sūtra des contemplations de Vie-Infinie ;
- Le Shurangama Sutra qui a influencé les courants Tiantai et Chan est un samadhi sutra, sûtra de méditation ;
- Le Suvarnaprabhasa Sutra (Sutra de la Confession ou Sutra de la Lumière d’or) joua un rôle très important au Japon où sa récitation par le souverain était censée protéger le pays ;
- Le Sandhinirmocsana sutra, l'un des plus importants sutras de l'école Yogacara ;
- Le Lankavatara Sûtra, sûtra de référence de la première école chan ;
- Le Sutra de Vimalakirti (Vimalakīrtinirdeśa sūtra), dans lequel s’expriment le Bouddha et Vimalakirti, un sage laïque, expose la supériorité du mahayana sur le hinayana ;
- Le Brahmajāla Sūtra (« Sutra du filet de Brahma »[Note 2]), texte très important pour tout ce qui touche à la discipline.

### Textes d’autres maîtres
Plusieurs grands pratiquants ont laissé des traités très importants dans le développement du bouddhisme et de ses différents courants. On peut citer :
- Mūlamadhyamaka-kārikā ou Stances du milieu par excellence de Nagarjuna, texte essentiel de l’école mādhyamika ;
- Vivre en Bodhisattva (Bodhicaryāvatāra), de Śāntideva, autre philosophe de l'école du Milieu, qui laisse ici un important traité sur l'idéal du Bodhisattva ;
- Abhidharmasamuccaya (recueil d’Abhidharma) et Yogācārabhūmi-śāstra (traité yogacara) d’Asanga ;
- Les trente versets de la pensée unique de Vasubandhu ;
- Le Traité sur l'éveil de la foi dans le Mahayana d’Ashvaghosha, qui influença particulièrement les écoles Huayan et Kegon ;
- Le Sûtra de l'estrade du don de la loi, attribué à Hui Neng ;
- Le Linji lu ou Rinzai roku, recueil des sermons du premier patriarche de Rinzai, branche du Zen ;
- Recueils de kōans : Le Recueil de la falaise bleue et La Barrière sans porte ;
- Écrits de maîtres coréens ou japonais tels que Jinul ou Dogen (de ce dernier, en particulier le Shōbōgenzō).

## Textes du Vajrayâna

### Tantras
Les textes les plus représentatifs du bouddhisme vajrayāna sont les tantras décrivant méditations et rituels qui lui valent son autre nom de « bouddhisme tantrique ». Les textes tantriques sont présentés comme relevant d’un niveau supérieur (troisième roue) aux corpus des soutras hinayana (première roue) et mahayana (deuxième roue). Ils auraient été enseignés par le Bouddha historique, mais tenus secrets. Le canon tibétain en contient environ 500, que complètent plus de 2000 commentaires. Une partie semble empruntée au shivaïsme. 
Ils font l'objet d’une classification en quatre catégories qui suit plus ou moins leur ordre d’apparition.
Les Kriyatantras (tantras de l’action), antérieurs au VIe siècle, contiennent beaucoup de rituels pratiques comme les rites de pluie, et de nombreux dharanis, sortes de mantras ; différents bouddhas ou bodhisattvas sont invoqués ; ex : Mahāmegha Sūtra, Aryamañjuśrīmūlakalpa, Subhāparipṛcchā Sūtra, Aparimitāyurjñānahṛdayadhāranī.
Les Caryatantras ou upayogatantras (tantras de la représentation) sont postérieurs au VIe siècle. La déité centrale y est toujours Vairocana. Le Mahāvairocanābhisambodhi Tantra (Daïnitchi-kyô) de l’école Shingon en fait partie.
Dans les Yogatantras (tantras du yoga), la déité principale est aussi Vairocana. Exemples : Sarvatathāgatatattvasamgraha Tantra, Sarvadurgatiparishodhana Tantra, Mañjushrî-nâmasangîti, ainsi que le Vajrashekhara Sutra (Kongocho kyo) du Shingon.
Les Anuttarayogatantras (tantras supérieurs) sont censés remplacer les catégories précédentes. Ils se divisent eux-mêmes en deux groupes. Le premier est celui des Yogottaratantras (union supérieure), encore appelés upāya tantras (tantras des moyens habiles) ou tantras pères. Ils ont produits à partir du VIIIe siècle. Les déités principales y sont Akshobhya et sa parèdre, généralement décrits en yab yum ; on y préconise des conduites allant à l’encontre des conventions. Un exemple est le Guhyasamāja Tantra. Le esecond groupe est celui des Prajñatantra (tantra de sagesse), yoginitantra ou tantras mères, produits à partir de la fin du VIIIe siècle. Akshobhya y apparait le plus souvent sous sa forme courroucée Heruka ; les déités féminines y sont nombreuses. ex. : Samvara Tantra (VIIIe siècle) et Hevajra Tantra (Xe siècle).
Au milieu du XIe siècle apparaît le Kālacakratantra, encore appelé Advaya, qui prétend remplacer les précédents en proposant une représentation synthétique de toutes les déités réparties en 3 systèmes. Rédigé en sanscrit classique, il serait, au contraire des précédents, l’œuvre d’un érudit plutôt que d’un mystique. Le concept d’ ādibuddha, bouddha primordial (Samantabhadra puis Vajradhara), y apparaît pour la première fois.

### Autres textes indiens et tibétains
- Sādhanamālā, recueils de méditations sādhanas.
- Caryāgīti, recueils des chants à travers lesquels les siddhas (pratiquants du tantrisme) exprimaient ainsi leur enseignement. Les plus connus sont le Dohakosha de siddha Saraha IXe siècle et Les cent mille chants de Milarépa (1052-1135).
- Terma (trésors spirituels) : ils sont considérés comme ayant été cachés par Padmasambhava, le fondateur du bouddhisme tibétain, et redécouverts par des maîtres, les tertön ou « découvreurs de trésors ». Deux sont particulièrement connus :
  - Le Dict de Padma, récit mythique de la vie de Padmasambhava.
  - Le Bardo Thödol, connu sous le nom de livre tibétain des morts (il s'agit en fait, plus précisément, d'une section du texte terma appelé « L'autolibération selon le Profond Dharma de l'esprit de sagesse des déités paisibles et courroucées »).

### Traités deKūkai
L’essentiel de la doctrine du fondateur du bouddhisme Shingon se trouve dans Les dix fascicules :
- Le Bodaishinron (Traité de la bodhi)
- Six traités en neuf fascicules : 
  - Le Ben-kenmitsu-nikyo-ron expose la supériorité de l’ésotérisme, enseignement direct du dharmakaya, sur l’exotérisme ;
  - Le Sokushin-jobutsu-gi L'atteinte de l'état de bouddha dans cette existence ;
  - Le Shoji-jisso-gi propose que l’enseignement de Vairocana est accessible à travers l’existence phénoménale ;
  - Le Unji-gi traite de la signification mystique de la syllabe Hum sanscrite ;
  - Le Hizo-hoyaku discute des dix étapes du progrès spirituel. (Jûjûshin-ron) ;
  - Le Hannyashingyo-hiken, commentaire du Sūtra du Cœur.

## Éditions du canon
Certaines éditions du canon des différents courants constituent des références importantes, quoique non exhaustives :
- Canon pāli établi au XIXe siècle en Birmanie lors du concile de Mandalay ; il servit de base à une édition sur papier (1956) en six écritures asiatiques et caractères romains.
- La Pali Text Society fondée en 1881 par T.W. Rhys Davids publie des traductions en anglais et des transcriptions en caractères romains du canon pāli, dont certaines sont accessibles en ligne[3]
- Le canon chinois Dazangjing, rédigé souvent sous le patronage d’empereurs, s’est conservé plus complètement en Corée et au Japon. L'édition japonaise Taisho Shinshu Daizokyo (1924-34) constitue la base du canon chinois en ligne[4].
- Le canon tibétain comprend deux parties : le Kanjur (bka’ ’gyur), « traduction des paroles des bouddhas », se base sur l’édition de Narthang de 1731 ; le Tanjur (bstan ’gyur), « traduction des traités », se base sur l’édition de Pékin de 1411 ; une mise en ligne est à l'étude[5]